# Jeff Gardner
Jeff Gardner, né en 1953 à New York, est un artiste américain vivant au Brésil et ayant vécu en France. Il est également un pianiste de jazz qui mêle dans ses compositions et improvisations des influences de toutes origines.

## Biographie
Il a étudié le piano classique avec Ruth Shöntal et Ivan Tcherepnine, le piano jazz avec Hall Overton, Jaki Byard, John Lewis, Don Friedman, Charles Banacos et l'harmonie avec Nadia Boulanger.

## Groupes & Formations
Artiste polyvalent, il a joué avec, entre autres : Richie Cole, Raul de Souza, Freddie Hubbard, Paulo Moura, Eddie Harris, Gary Peacock, Alfredo Rodríguez (de), Charlie Mariano.
En France, il a joué en formation à quatre pianos, avec Jaki Byard, Martial Solal, et Paul Bley (au Havre, en 1985), et un trio avec Jean-François Jenny-Clark et Barry Altschul.
Il a également conduit des recherches musicales, et s'est produit à l'IRCAM.

## Discographie
- Breath, Jeff Gardner
- Continuum, Jeff Gardner
- Abraços, Jeff Gardner Trio
- Second Home, Jeff Gardner & Rick Margitza
- Grace, Jeff Gardner
- Sky Dance, jeff Gardner
- Street Angels, Jeff Gardner
- Spirit Call, Jeff Gardner
- The Music of Chance, Jeff Gardner plays Paul Auster
- Noches Habaneras, Jeff Gardner
- Alchemy, Jeff Gardner & Gary Peacock